# Вака, Педро
Педро Антонио Вака Монтеро (исп. Pedro Antonio Vaca Montero, 22 апреля 1961) — боливийский велогонщик, выступавший на треке. Участвовал в летних Олимпийских играх 1992 года.

## Биография
Педро Вака родился 22 апреля 1961 года.
Начал заниматься велоспортом в 15 лет и уже через год стал чемпионом Боливии среди молодёжи.
Вака квалифицировался на летние Олимпийские игры 1984 и 1988 годов, но в первом случае не участвовал из-за экономических проблем в Боливии, а во втором — из-за проблем со здоровьем: его заменил Байлон Бесерра.
В 1992 году вошёл в состав сборной Боливии на летних Олимпийских играх в Барселоне. Выступал в двух трековых дисциплинах.
В квалификации индивидуального спринта показал 23-й, худших среди всех участников результат — 12,243 секунды. В первом раунде должен был состязаться с Эриком Схуфсом из Бельгии и Айнаром Киксисом из Латвии, но не вышел на старт.
В гите на 1000 метров финишировал с 30-м результатом среди 32 участников — 1 минута 14,175 секунды. Вака уступил 10,833 секунды победителю — Хосе Мануэлю Морено из Испании.
По словам Ваки, велосипед, на котором он выступал в Барселоне, был устаревшей модели и заметно уступал оснащению других участников.
После Олимпиады завершил карьеру, однако затем начал выступать в ветеранских соревнованиях.
Живёт в городе Тариха.